# Anders Lange
Anders Sigurd Lange (ur. 5 września 1904 w Aker, zm. 18 października 1974 w Bærum) – norweski dziennikarz, redaktor oraz polityk.
Jego rodzicami byli lekarz Alf Lange (1869–1929) oraz nauczycielka gry na pianinie Anna Elisabeth Svensson (1873–1955). Rodzina Andersa Langego pochodziła z frankońskiego miasta Langenburg, które obecnie leży w kraju związkowym Badenia-Wirtembergia w Niemczech. Lange był żonaty dwa razy, pierwszy raz z Anne-Marie Bach-Evensen (1906–1967), a później z Karin Thurmann-Moe (1927–1978).
Politycznie Andersowi było bardzo blisko do prawicy. Od 1930 do 1938 był sekretarzem w konserwatywnie/prawicowej organizacji „Federlandslaget”. Podczas II wojny światowej był przeciwnikiem niemieckiej okupacji, z tegoż powodu był wielokrotnie aresztowany. Między 1950 a 1960 dał się poznać jako jeden z najbardziej znanych norweskich agitatorów, głównie dzięki „Hundeavisen”, której on sam był redaktorem. Wśród środowisk prawicowych był bardo cenionym działaczem. Podróżował po kraju, opowiadając się za większą wolnością osobistą, zmniejszeniem podatków i opłat oraz za mniejszą biurokracją.
Podczas pewnego zebrania w Saga Kino w Oslo, 8 kwietnia 1973 roku założył partię pod nazwą „Anders Langes Parti til sterk nedsettelse av skatter, avgifter og offentlige inngrep” (ALP), poprzedniczkę dzisiejszej Partii Postępu (FRP). Podczas pierwszych wyborów parlamentarnych w 1973 ALP zdobyło 5% głosów, dzięki czemu uzyskało 4 mandaty poselskie. Anders Lange został wybrany jako dziesiąty reprezentant z Oslo na okres 1973–1977. Pozostał przewodniczącym ALP do czasu swojej śmierci rok później.

## Życiorys

### Okres przedwojenny oraz II wojna światowa
Jego rodzina pochodziła z Langenburga w Niemczech. Pierwszy przodek Andersa, który osiadł w Norwegii, przybył z Niemiec, żeby objąć posadę producenta prochu (albo człowieka odpowiedzialnego za dostarczanie prochu do dział). Posadę objął w Twierdzy Akershus. Lange był synem Alfa Langego oraz Anne Elisabeth Svensson. W 1926 roku zakończył naukę na państwowej szkole ds. lasów i wtedy uzyskał tytuł technika leśnego. Rok później pracował w Argentynie.
Lange rozpoczął swoją karierę polityczną jako sekretarz w prawicowej organizacji „Fedrelandslaget”, w której był od 1930 do 1938 roku. Organizacja została założona przez przemysłowca Joakima Lehmkhula, który jest znany z tego, że założył firmę produkującą zegarki Timex Corp. w USA.
Podczas II wojny światowej Anders Lange był przeciwnikiem okupacji niemieckiej i z tego powodu był wielokrotnie aresztowany przez Niemców.

### Okres powojenny
Przez większość czasu, po zakończeniu wojny, Lange opowiadał się za większą wolnością obywatelską, mniejszą biurokracją oraz za zmniejszaniem podatków oraz opłat.
W 1953 roku został skazany przez sąd najwyższy na 60 dni więzienia za prowadzenie w stanie nietrzeźwości. Został skazany po tym, jak w 1952 zderzył się z taksówką, po czym zaczął uciekać, ale został zatrzymany przez innego taksówkarza. Po zatrzymaniu miał 1,41 promila w wydychanym powietrzu.
W 1972 starał się o pracę w norweskiej telewizji publicznej (NRK). W wywiadzie dla VG powiedział, że NRK potrzebuje cenzury oraz, że jeżeli dostanie pracę, to „pozbędzie się wszystkiego, co może deprawować młodzież”.

## Poglądy polityczne
Anders Lange był zagorzałym przeciwnikiem komunistów. Poprzez gazetę wyrażał swoje poglądy na temat podatków, opłat, ale również za daniem przedsiębiorstwom większej wolności, oraz prawie do własności. Sprzeciwiał się interwencjonizmowi, biurokracji, podatkom, opłatom oraz ingerencji państwa w życie ludzi. Lange wyszedł również z inicjatywami rasistowskimi, takimi jak „Stop mieszania się ras”, „Każda nacja to rasa” albo „Kraje rozwijające się nie powinny pomagać murzynom”. Lange był pozytywnie nastawiony do apartheidu w Południowej Afryce, a przeciwników tego systemu określał mianem „zdrajców białej rasy”.

## Utworzenie partii politycznej
Lange przez lata 60. XX wieku bez powodzenia próbował założyć nową partię polityczną. Udało się dopiero w 1973 roku. Głównymi przyczynami były:
- kiedy to rząd Pera Bortena zawiódł swoich wyborców przez podwyższenie podatków, wprowadzenie podatku VAT, oraz niezmienieniu polityki ustawionej przez 26 lat rządów Ap;
- rząd Bortego nie był prawicową alternatywą przeciwko Ap, ponieważ „stare” partie stały się zbyt podobne;
- w 1972 odbyło się głosowanie w referendum o przyjęcie Norwegii do Unii Europejskiej, wtedy ludzie głosowali inaczej niż chciały partie polityczne, czego przyczyną był alians polityczny pomiędzy lewicą i prawicą. Ten alians przyczynił się do powstanie nowej alternatywy dla wyborców prawicy oraz centrum;
- podczas wyborów parlamentarnych w 1973 ważną rolę odegrała telewizja. Nowa partia ze swoim przywódcą, bardzo dobrze dopasowała się do tego nowego oraz potężnego medium.

Partia Andersa Langego zdobyła 5,0% głosów oraz 4 mandaty poselskie. Z okręgu Oslo został wybrany Lange. Jednym z wybranych był Erik Gjems-Onstad, który został wydalony z partii oraz który został sławnym działaczem antyimigracyjnym.
Kiedy Lange odszedł rok później, jego miejsce w parlamencie zastąpił Carl I. Hagen, który był 1. zastępcą na liście partyjnej, jednakże wtedy był reprezentantem partii reformatorskiej. Objął stanowisko nie będąc w partii, jednakże rok później w 1975 obie partie pojednały się, a w 1977 partia została formalnie przemianowana na Fremskristtspartiet. Natomiast na tymczasowego przywódce partii, został wybrany jeden z jego bliskich współpracownik Eivind Eckbo.

## Literatura
- Eide, Torbjørn Anders Lange på nært hold (Oslo 1973)
- Eide, Torbjørn Anders Lange som han var (Drammen 1974)